# Deadly Skies (jeu vidéo, 1999)
Deadly Skies, nommé Airforce Delta (エアフォースデルタ) au Japon et aux États-Unis, est un simulateur de vol de combat développé et édité par Konami en 1999 sur Dreamcast. Il a été porté sur Game Boy Color en 2000.